# Solomon R. Guggenheim Museum
Il Solomon R. Guggenheim Museum è un museo di arte moderna e contemporanea, fondato nel 1937, con sede al numero 1071 della Quinta Strada, a New York, negli Stati Uniti d'America. La sua sede attuale è un'opera di Frank Lloyd Wright del 1943, tra le più importanti architetture del xx secolo.

## Storia
Inizialmente denominato Museo della pittura non-oggettiva (Museum of Non-Objective Painting), il Guggenheim fu costruito per esporre le avanguardie artistiche che si andavano sempre più imponendo, come l'astrattismo i cui artisti principali erano Vasilij Kandinskij e Piet Mondrian. Il museo fu trasferito nella sede attuale, quando l'edificio progettato da Frank Lloyd Wright fu completato.
L’edificio catturò subito l'attenzione dei critici architettonici, ed è ancora mondialmente riconosciuto come uno dei capolavori dell'architettura contemporanea. Dalla strada, l'edificio assomiglia a un nastro bianco che si avvolge attorno a un cilindro più ampio in cima che alla base. Il suo aspetto è in forte contrasto con i più caratteristici grattacieli di Manhattan che lo circondano, fatto molto gradito a Wright che dichiarò che il suo museo avrebbe fatto sembrare il vicino Metropolitan Museum of Art "simile a una baracca Protestante".
All'interno, la galleria espositiva forma una dolce spirale che sale dal piano terra fino alla cima dell'edificio. I dipinti sono esposti lungo i muri della spirale e in alcune stanze che si trovano lungo il percorso. La maggior parte di coloro che criticarono l'edificio si concentrano sul fatto che questo oscurasse le opere esposte al suo interno e che è particolarmente difficile appendere le opere lungo i muri né piatti né verticali della spirale, non sufficientemente illuminata dalla grande vetrata centrale.
Nel 1992 fu aggiunta all'edificio una torre rettangolare, più alta della spirale originale, progettata dallo studio Gwathmey Siegel and Associates Architects. L'edificio era già divenuto un'icona, al punto che questa aggiunta al progetto di Wright fu molto contestata. Dal 7 luglio 2019 fa parte del patrimonio dell'umanità, all'interno del sito seriale Opere architettoniche del XX secolo di Frank Lloyd Wright.

## Simbologia

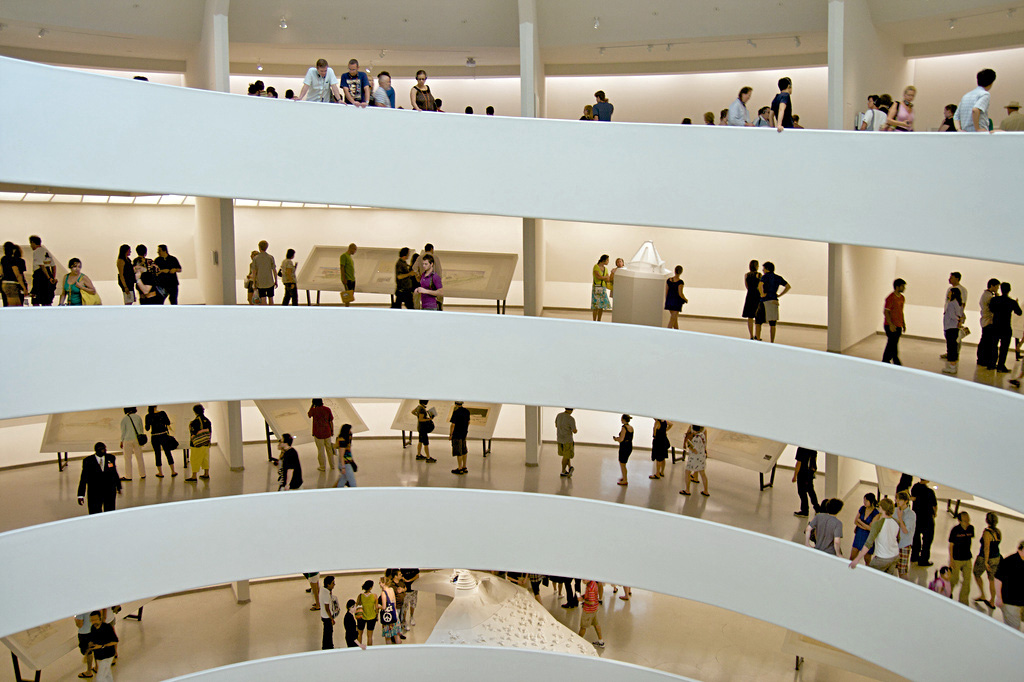
La rampa a spirale lungo la quale erano collocate le opere prima degli attuali lavori di ristrutturazione.

La spirale capovolta somiglia molto ad uno Ziggurat rovesciato tant'è che lo stesso Wright la denominò Taruggiz. La spirale come simbolo di continuità assoluta può essere assunta anche come un palindromo. Essa può essere vista quindi come una Torre di Babele rovesciata (che era appunto uno ziggurat) col valore simbolico di voler riunire i popoli con la cultura (esso è infatti un museo d'arte) al contrario della divisione dei popoli avvenuta nella nota vicenda biblica della Torre di Babele. Altro significato simbolico è legato al sistema di scale a spirale che consentono sempre di guardare indietro sul cammino percorso.

## Struttura
Malgrado visivamente dia l'idea di una struttura ardita, l'edificio in realtà ha un funzionamento abbastanza classico. La rampa a spirale, a pianta circolare, è divisa in due parti. Nella parte esterna del cerchio si trova lo spazio espositivo che viene sostenuto da setti in cemento armato, posizionati lungo i raggi del cerchio ogni 30°. All'interno del cerchio invece si trova il percorso di salita e discesa il quale è a sbalzo. I setti, di forma trapezoidale, si restringono andando dall'alto verso il basso fino ad avvicinarsi alla sezione minima di resistenza, lasciando poi il posto ad un tamburo circolare che corre lungo il perimetro esterno della spirale. In copertura i setti vengono prolungati così da formare i costoloni della cupola che sovrasta il grande spazio vuoto.

## Le opere maggiori
Il museo espone opere di pittori quali Georges Braque, Paul Cézanne, Marc Chagall, Edgar Degas, Paul Gauguin, Vasily Kandinsky, Édouard Manet, Joan Miró, Piet Mondrian, Pablo Picasso, Pierre-Auguste Renoir, Georges Seurat e Henri de Toulouse-Lautrec.
Marc Chagall
- Il violinista verde, 1923

Franz Marc
- Mucca gialla, 1911-12

Amedeo Modigliani

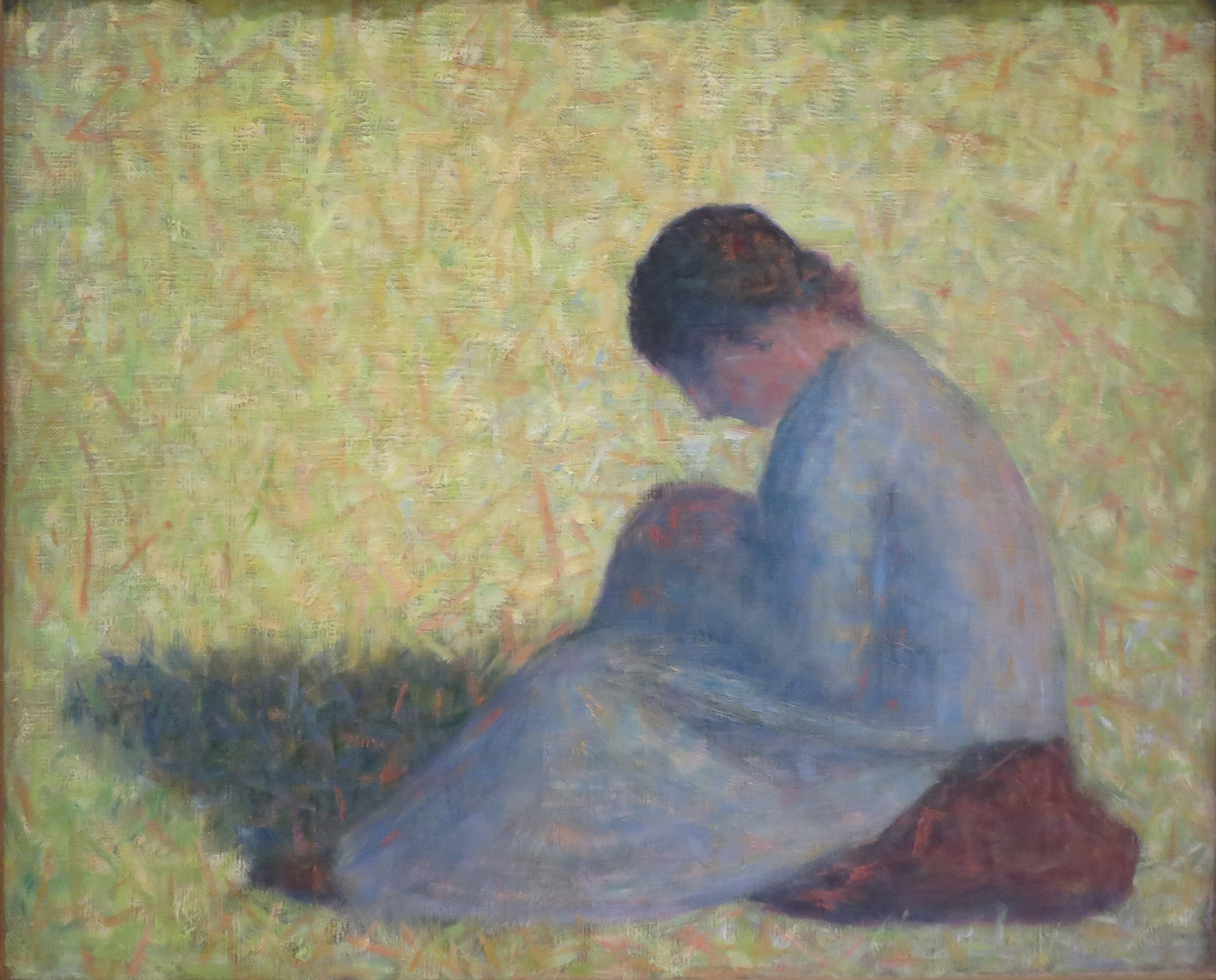
Contadina seduta in un prato (1883) di Georges Seurat.

- Jeanne Hébuterne in maglione giallo, 1919 circa

Pablo Picasso
- Moulin de la Galette, 1900

Georges Seurat
- Contadina seduta in un prato, 1883

Vasilij Kandinskij
- Studio per Composizione II, 1910
- Piccole gioie, 1913
- Quadro con bordo bianco, 1913
- Tratti neri, 1913
- Ovale rosso, 1920
- Composizione VIII, 1923
- Alcuni cerchi, 1926
- Piani, 1929
- Dolce salita, 1934
- Senza titolo, 1941